# Pereute cheops
Pereute cheops är en fjärilsart som beskrevs av Otto Staudinger 1884. Pereute cheops ingår i släktet Pereute och familjen vitfjärilar. Inga underarter finns listade i Catalogue of Life.